# ペトロリア (オンタリオ州)

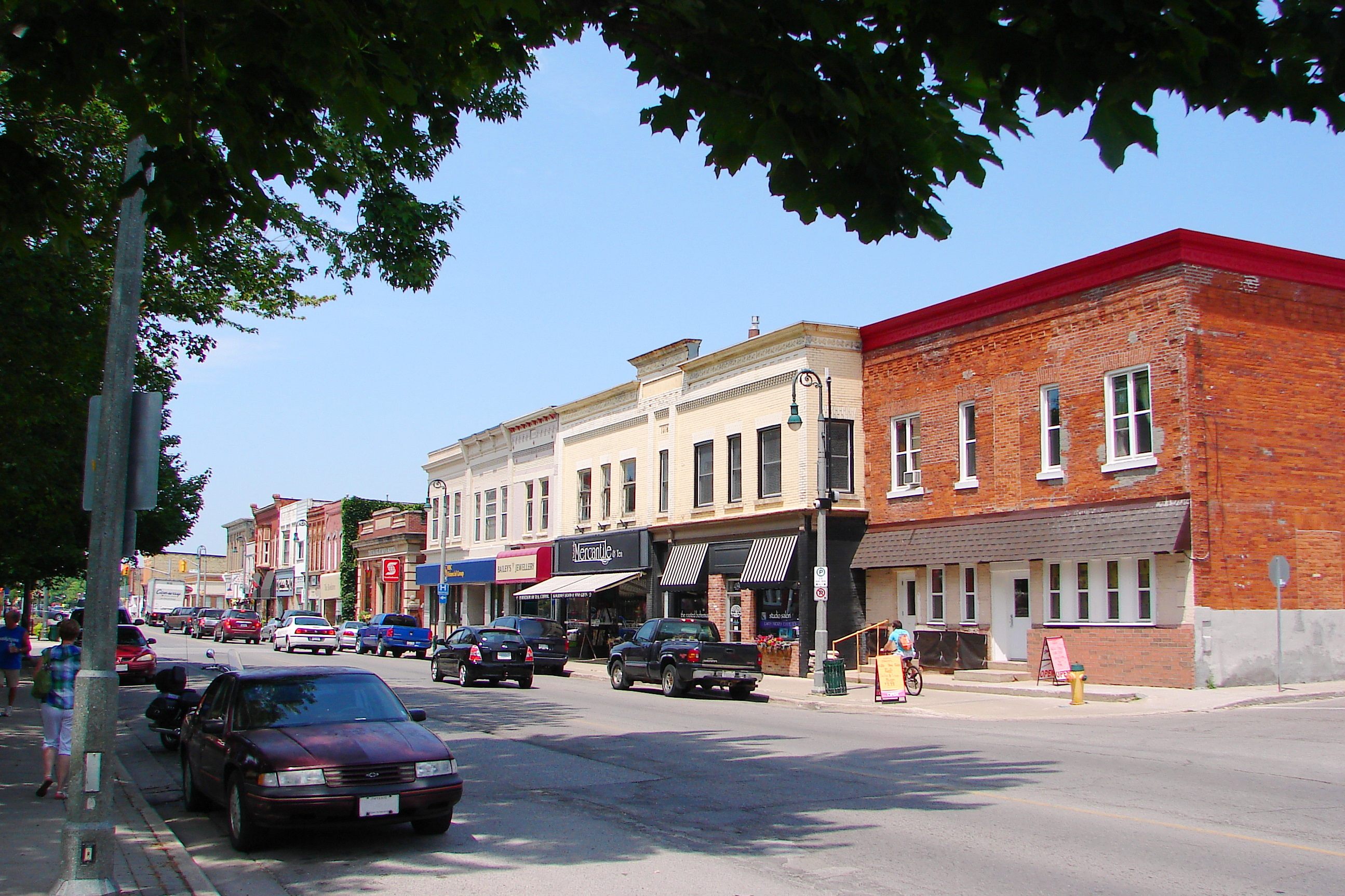

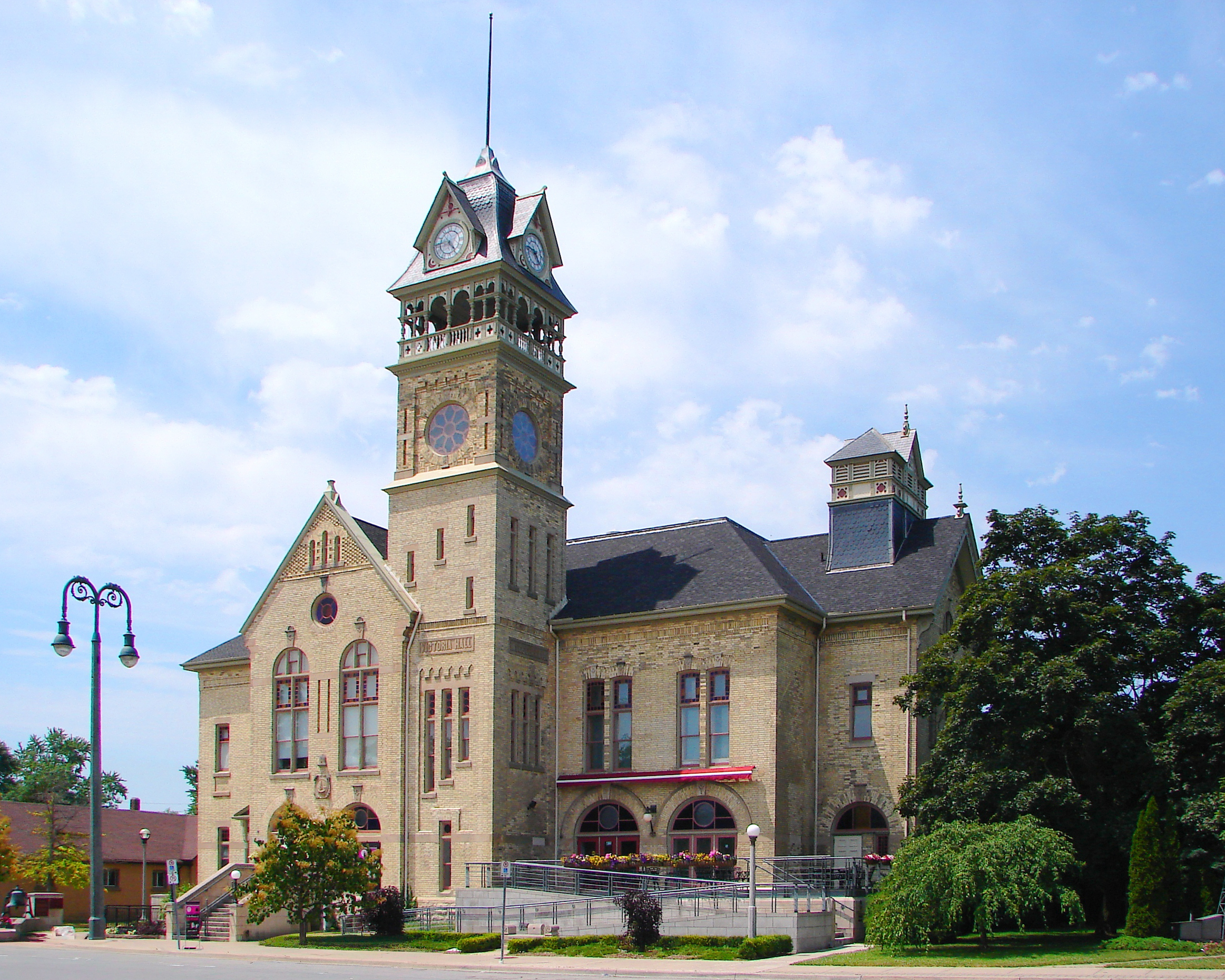

ペトロリア（Petrolia）は、カナダ・オンタリオ州のラムトン郡にある町。人口は6,129人（2022年推計）。カナダ＝アメリカ合衆国国境の都市であるサーニアの郊外に位置している。
ペトロリアは世界で最初に石油産業が生まれた場所として知られ、「"Canada's Victorian Oil Town"」とも呼ばれる。石油は19世紀に、町から数キロ南に行ったところにあるオイル・スプリングス（Oil Springs）の近くで発見されたが、石油ブームはペトロリアで起きた。
世界中（ゴビ砂漠、北極、イラン、インドネシア、アメリカ、ロシアなど80ヶ国以上の国々）の僻地まで旅をしたハード・オイラーズ（「"Hard Oilers"」の名で知られるペトロリア出身の人物）がおり、原油の探し方やその使い方を伝えた。そして、その油田は今もなお湧き出ている。

## 観光
- ペトロリア・ディスカバリー博物館（Petrolia Discovery museum）
- ビクトリア劇場（Victoria Playhouse Petrolia）

国定史跡であったビクトリア・ホールは1989年の火災で全焼し、1992年に再建された。